# Kaiserstraße 158 (Mönchengladbach)

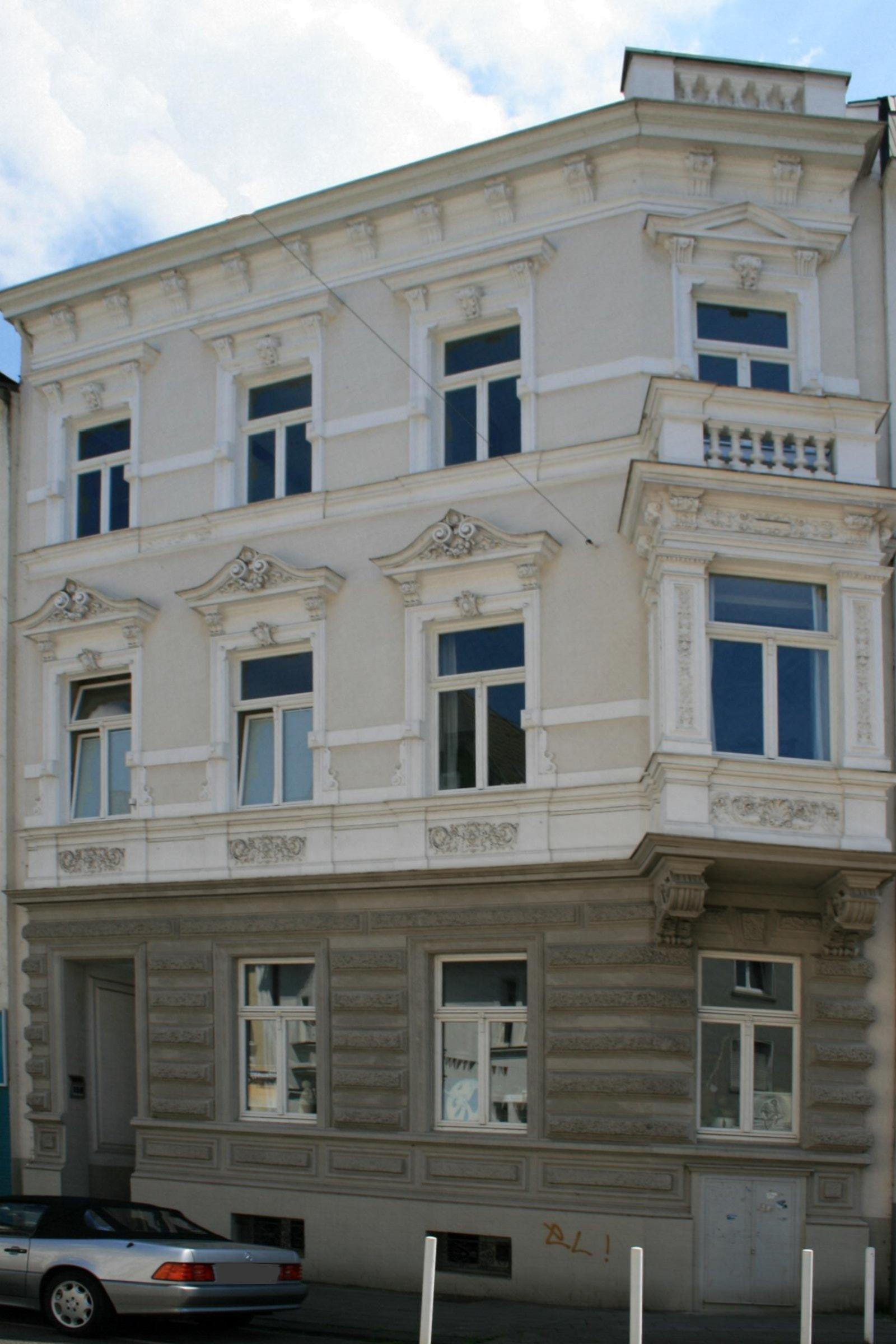
Wohnhaus (2010)

Das Wohnhaus Kaiserstraße 158 steht in Mönchengladbach (Nordrhein-Westfalen).
Das Gebäude wurde vor 1900 erbaut. Es wurde unter Nr. K 072 am 27. Februar 1991 in die Denkmalliste der Stadt Mönchengladbach eingetragen.

## Lage
Das Objekt liegt in der Einmündung der Lessingstraße in die Kaiserstraße.

## Architektur
Es handelt sich um ein traufenständiges,  dreigeschossiges, vierachsiges Gebäude mit einem Satteldach.